# Aprenentatge lectoescriptor
L'aprenentatge lectoescriptor és el procés mitjançant el qual els infants adquireixen les habilitats de lectura i escriptura, comprenent el sentit del que es llegeix. El lector expert empra dues vies per poder llegir correctament, la via lèxica, o reconeixement global de les paraules; i la via fonològica, que és la lectura mitjançant la correspondència entre so i grafia (lletra a lletra).
L'aprenentatge de la lectura es desenvolupa en diferents fases. En l'etapa logogràfica, els infants reconeixen paraules senceres basant-se en característiques visuals sense comprendre la relació entre lletres i sons. En l'etapa alfabètica, comencen a entendre la correspondència entre fonemes i grafemes, permetent la descodificació de paraules noves. En l'etapa ortogràfica, adquireixen fluïdesa lectora i reconeixen patrons ortogràfics sense necessitat de descodificar cada paraula.
Hi ha diversos factors que influeixen en l'èxit de l'aprenentatge lectoescriptor. Per una banda, la consciència fonològica, és a dir, la capacitat de reconèixer i manipular sons en les paraules és essencial per a la lectura i l'escriptura. A més, el desenvolupament del llenguatge oral, ja que un vocabulari ric i una bona comprensió oral faciliten la transició cap a la llengua escrita. També és important la motricitat fina, és a dir, el domini dels moviments precisos de la mà i els dits, ja que és necessari per a l'escriptura manual.
Alguns tipus de dificultat en l'aprenentatge lectoescriptor són la dislèxia o la disgrafia. Cal tenir en compte també altres trastorns del llenguatge.